# Jakes Corner
Jakes Corner – jednostka osadnicza w Stanach Zjednoczonych, w stanie Arizona, w hrabstwie Gila.